# Église Saint-Pierre-aux-Liens de Percey-le-Grand
Pour les articles homonymes, voir Église Saint-Pierre-aux-liens.
L'église Saint-Pierre-aux-Liens de Percey-le-Grand est une église catholique située à Percey-le-Grand, en France.

## Description
Clocher carré à toit bulbeux. Portail à linteau plat assez simple. L'intérieur est de type église-halle à trois nefs d'égale hauteur, en plein cintre : deux courtes travées, une plus large et deux autres courtes, symétriques aux premières. Voûte en berceau reposant sur des piliers carrés à chapiteaux doriques. Chaire Louis XVI à cannelures, peinte en faux marbre. Ensemble de bancs anciens. Dans la travée centre, formant une sorte de transept, deux autels latéraux XVIIIe. Dans le transept, deux autels latéraux à retables du XVIIIe formés de deux colonnes corinthiennes encadrant une toile représentant le Baptême du Christ, flanquée des statues de saint Augustin et d'un ange, et une toile de Saint Antoine et d'une martyre, XVIIIe, près d'une Vierge à l'enfant, XVIIe. Sanctuaire à une travée et chevet plat aveugle. Table de communion de fer forgé XVIIIe. Maître-autel à rinceaux et guirlandes entourant l'agneau. Tabernacle et monstrance en bois doré, flanqué de quatre statuettes des Evangélistes en bois doré. Au retable, grande et célèbre toile de Jean Tassel : la libération de saint Pierre par l'ange toile du XVIIIe, d'après la peinture du Dominiquin conservée à Saint-Pierre-des-Liens de Rome. De chaque côté, grandes statues en bois dorée des saints Pierre et Paul.

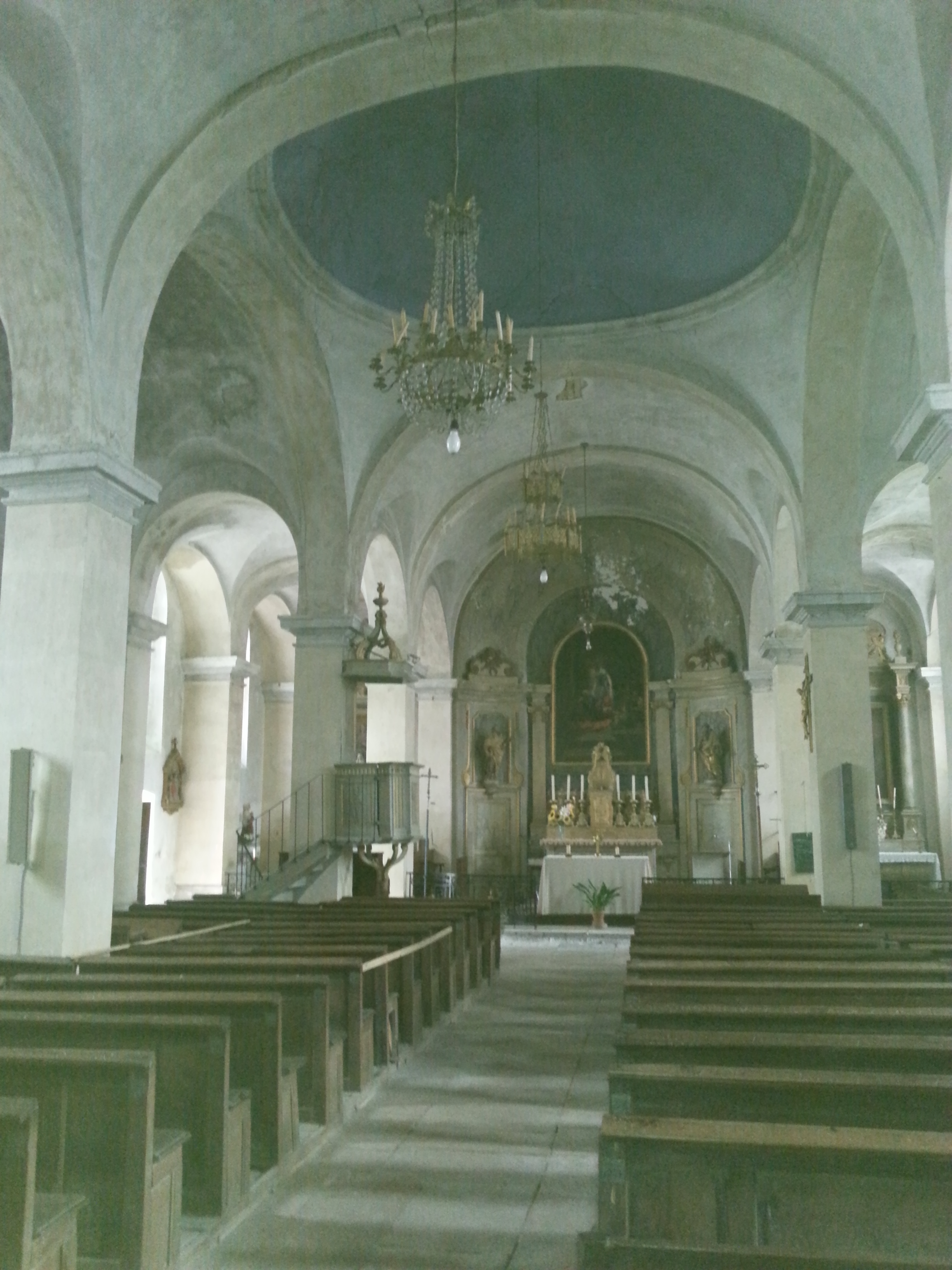
Intérieur de l'Église.

## Localisation
L'église est située sur la commune de Percey-le-Grand, dans le département français de la Haute-Saône.

## Historique
- 1248 - Paroisse du doyenné de Champlitte, mentionnée dans un titre de 1248 et dépendant du diocèse de Langres et du décanat de Bèze. Le patronage appartenait au Chapitre de Langres.
- 6 août 1776, bénédiction des trois cloches dont l'une eut pour parrain Claude Louis Henri de Chamblay et pour marraine Jeanne Rose Dubois, sa mère, veuve de Henri de Chamblay [2]
- 1785 à 1790 - Reconstruction
- 1790 - Il a été établi qu'en 1790, divers objets mobiliers provenant de l'ancienne église Saint-Amatre de Langres avaient été transportés à Percey-le-Grand, entre autres les bancs ainsi qu'une grande toile (hauteur 2,92m x 1,85m) située derrière le maître d'autel. Elle représente la libération de saint Pierre par les anges et convenant parfaitement à la paroisse, placée sous le vocable de Saint-Pierre. Cette peinture date du milieu du 17e siècle, d'après son classement en 1969. Elle fut restaurée à Paris en 1969 par Mme JLUVELIN qui n'a trouvé ni date ni signature[3].
- 30 septembre 1807, succursale du Chapitre de Langres. Église sous le titre de Saint Pierre-aux-Liens
- 1845 - Restauration de l'église
- 1868 - Une cloche représentant le Christ et les douze apôtres et le chemin de croix
- 2013 - Inscription au titre des monuments historiques [1].